# Hypephyra subangulata
Hypephyra subangulata är en fjärilsart som beskrevs av W. Warren 1896. Hypephyra subangulata ingår i släktet Hypephyra och familjen mätare. Inga underarter finns listade i Catalogue of Life.